# Бењат Прадос
Бењат Прадос Дијаз (шп. Beñat Prados Díaz; Памплона, 8. фебруар 2001) је шпански фудбалер који тренутно наступа за Атлетик Билбао. Игра на позицији везног играча.

## Успеси
Атлетик Билбао
- Куп Шпаније (1) : 2023/24,[5]